# 奥野小四郎 (10代)
10代奥野 小四郎（おくの こしろう、1857年9月10日（安政4年7月22日） - 1915年（大正4年）12月31日）は、日本の篤農家、実業家、政治家。衆議院議員、兵庫県津名郡洲本町長、北海道河西郡帯広町長。旧姓・富永、初名・守次郎。

## 経歴
淡路国津名郡（後の鮎原村、現洲本市）で富永包方の二男として生まれる。徳島藩校で漢学、撃剣を修め、その後英語を学んだ。1877年、洲本町の商人・9代奥野小四郎の死去に伴い、その養嗣子となり10代小四郎を襲名。
1881年、淡路汽船 (株) を起こし翌年社長に就任。淡路紡績 (株) 社長、淡路製陶 (株) 社長などを務めた。その他、洲本町長、洲本町会議員、洲本商工会会長、津名郡会議員、同郡会議長、同郡参事員、徴兵参事員、兵庫県会議員などを歴任。1893年1月、第2回衆議院議員総選挙の兵庫県第二区補欠選挙で当選し衆議院議員となった。
1901年4月、来道して上川郡士別村で農場の経営を企画し、二か月後に帰郷し、翌1902年2月、小作農民を伴い再度来道して農場を開き、その後水田も拓いた。
1903年3月、第8回衆議院議員総選挙の兵庫県郡部区に立憲政友会所属で出馬し当選。衆議院議員を通算二期務めた。その後、士別村会議員、士別村農会長、上川産牛馬組合評議員などを歴任。
1909年10月、帯広町に移り、十勝国中川郡居辺原野で牧場を経営した。1915年7月22日、一級町初代帯広町長に就任。第二回十勝物産共進会の開催、図書館建設などを進めたが、同年12月、在任中に病死した。

## 親族
- 婿養子 奥野小四郎 (11代)（長女セツの夫）[6]